# YZERR
YZERR（ワイザー、本名：岩瀬 雄哉（いわせ ゆうや）、1995年11月3日 - ）は神奈川県出身のラッパー、起業家である。BAD HOP、2WINのメンバー。
BAD HOP、2WINのメンバーであるT-Pablowは双子の兄である。

## 来歴
- 2012年 - 兄のT-Pablowと共にDIABLO（ディアブロ）名義で出場したBSスカパー!のバラエティー番組、BAZOOKA!!!の企画であるBAZOOKA!!! 高校生RAP選手権の第1回に出場[2]。
- 2014年 - 第5回 BAZOOKA!!! 高校生RAP選手権の予選をトップ通過し、YZERRとして2度目の出場。優勝を飾る。兄のT-Pablowも第1回と第4回で優勝しており、兄弟揃っての優勝の座を獲得した[2]。3月に中学時代に地元・川崎市で結成したクルー、BAD HOPとしてコンピレーションアルバム「BAD HOP ERA」を発売。この年に双子の兄であるT-Pablowとのユニット、2WINも結成され、Zeebraが立ち上げたレーベルGRAND MASTERに所属する。
- 2019年3月18日 - ソロ作品『Rich or Die』をiTunes Store、Apple Music、Spotifyなどで配信リリース[3]。
- 2024年2月19日 - 自身の所属していたヒップホップ・クル、BAD HOPが解散。その後、起業家としても活動を始める[1]。
- 2024年8月23日 - Forbes JAPAN 30 UNDER 30 2024 FEATUREを受賞[4]。
- 2025年1月10日 - シングル「South Side」を配信でリリース[5]。
- 2025年2月12日 - BAD HOP解散後初めてのアルバム『Dark Hero』をリリース。

## 人物
- 川崎市川崎区池上町で母子家庭で生まれ育つ。小学生の時はT-Pablowと共にサッカーをしていた。同じBAD HOPのメンバーのTiji Jojo、Barkとは保育園からの仲。
- 中学時代は双子の兄であるT-Pablowと共に有名な不良で、警察に彼らを捜査する専用のチームが作られたほど有名だった。14歳の冬に一斉捜査により不良グループは逮捕され、少年院に送致されるも問題を起こし続けたため関東医療少年院に送られた[6][7]。
- 医療少年院でT-Pablowとラップのリリック（歌詞）が書かれた手紙をやり取りしていた。
- 顔を含み、タトゥーが全身に入っている。初めて入れたタトゥーは敬愛する祖父母の顔だった[8]。
- BAD HOPでは楽曲の立案、制作指揮、プロデュースを行うなどリーダーシップ、ビジネスセンスに長けている。

## 作品

### シングル
| 枚数 | 発売日        | タイトル   | 順位 | 販売形態     | 規格品番 |
| ---- | ------------- | ---------- | ---- | ------------ | -------- |
| 1    | 2025年1月10日 | South Side | -位  | デジタル配信 | -        |

### アルバム
| 枚数 | 発売日        | タイトル  | 順位 | 販売形態     | 規格品番 |
| ---- | ------------- | --------- | ---- | ------------ | -------- |
| 1    | 2025年2月12日 | Dark Hero | -位  | デジタル配信 | -        |

### Mixtape
| 枚数 | 発売日        | タイトル      | 順位 | 販売形態            | 規格品番 |
| ---- | ------------- | ------------- | ---- | ------------------- | -------- |
| 1    | 2019年3月18日 | Rich or Die   | -位  | iTunes、Spotifyなど | -        |
| 2    | 2023年4月28日 | Rich or Die 2 | -位  | iTunes、Spotifyなど | -        |

### 参加作品
| 発売日         | アーティスト                     | タイトル                             | 備考                                                 |
| -------------- | -------------------------------- | ------------------------------------ | ---------------------------------------------------- |
| 2016年8月13日  | DJ CHARI & DJ TATSUKI            | NEW WAVES THE EP -SUMMER EDITION-    | M-2「OVOLELU feat. YZERR & RENE MARS」               |
| 2017年5月24日  | KOWICHI                          | REP MY CITY pt.3                     | M-2「Don’t Touch Me feat. YZERR」                    |
| 2017年9月22日  | HOKT                             | RED LIPS feat. YZERR                 | M-1「RED LIPS feat. YZERR」                          |
| 2017年10月31日 | YZERR, ZEUS, RAW-T & Jinmenusagi | My Way                               | M-1「My Way」                                        |
| 2017年12月20日 | DJ SOULJAH                       | N。1                                 | M-3「CLYDE feat.Jinmenusagi, YZERR & B.D.」          |
| 2018年3月21日  | DJ RYOW                          | NEW X CLASSIC                        | M-4「City Ain't Change feat.YZERR & VINGO(BAD HOP)」 |
| 2018年4月25日  | DJ CHARI & DJ TATSUKI            | THE FIRST                            | M-11「Right Now feat.KEIJU & YZERR」                 |
| 2020年9月17日  | JP THE WAVY                      | Thank GOD                            | M-1「NAMI feat. YZERR」                              |
| 2021年7月30日  | Awich                            | GILA GILA feat. JP THE WAVY, YZERR   | M-1「GILA GILA feat. JP THE WAVY, YZERR」            |
| 2021年9月22日  | JP THE WAVY                      | WAVY TAPE 2（Deluxe）                | M-3「Outta Control (Remix) feat. YZERR」             |
| 2021年11月20日 | Hideyoshi                        | Rich                                 | M-1「Rich ft. YZERR」                                |
| 2022年6月30日  | ZOT on the WAVE                  | TEIHEN (feat. YZERR & Candee)        | M-1「TEIHEN (feat. YZERR & Candee)」                 |
| 2023年6月7日   | ¥ellow Bucks                     | Survive                              | M-2「 Higher（feat. YZERR）」                        |
| 2025年5月16日  | AK-69                            | START IT AGAIN (feat. YZERR) [Remix] | M-1 「START IT AGAIN (feat. YZERR) [Remix]」         |

## メディア出演

### テレビ番組
- フリースタイルダンジョン（2016年3月23日、テレビ朝日）
- クレイジージャーニー　(2019年8月28日、9月4日、2024年7月15日、TBSテレビ)

### インターネットテレビ
- SMASH HIT battle3（2018年6月6日 - 20日、AbemaTV）[17]
- ラップスタア誕生 2021（2021年10月16日 - 、ABEMA）審査員[18]